# Рейнольдс, Кэнди
Кэнди Рейнольдс (англ. Candy Reynolds; род. 24 марта 1955) — американская теннисистка. Победительница Открытого чемпионата Франции (1983) в женском парном разряде, трёхкратная финалистка турниров Большого шлема в женском парном разряде, победительница 26 женских профессиональных турниров в парном разряде. Игрок сборной США в Кубке Федерации и Кубке Уайтмен.

## Биография
Родилась в 1955 году, выросла в Ноксвилле (Теннесси). Начала играть в теннис в 10 лет, с 11 лет тренировалась у Глэдис Фишер. Была одной из ведущих юниорок США, выигрывала чемпионаты штата Теннесси и Юга США, а в 1973 году — чемпионат США среди любителей на травяных кортах (где была посеяна 15-й и обыграла трёх из четырёх лидеров национального рейтинга). В том же году как любительница дебютировала в Открытом чемпионате США.
Два года училась в филиале Университета Теннесси в Чаттануге, после чего завершила первую академическую степень в Университете Теннесси в Ноксвилле. В 1977 году привела команду Университета Теннесси в Чаттануге к званию национальных чемпионок Ассоциации женского межвузовсковского спорта (AIAW), которое та затем завоёвывала ещё дважды подряд. По итогам года включена в символическую студенческую сборную США.
С 1977 года регулярно выступала в открытых теннисных турнирах, наиболее значительных успехов достигала в женском парном разряде. Четырежды играла в финалах турниров Большого шлема в этом разряде, в том числе по одному разу в Открытых чемпионатах Австралии и США и дважды — в Открытом чемпионате Франции. Там же в 1983 году в паре с южноафриканской теннисисткой Розалин Фэрбенк завоевала свой единственный титул на этом уровне. Лучшим результатом Рейнольдс в турнирах Большого шлема в одиночном разряде стал выход в четвертьфинал Открытого чемпионата Австралии в 1980 году после победы над Ивонн Гулагонг. В общей сложности за карьеру с 1980 по 1988 год выиграла 26 турниров женского профессионального тура в парном разряде. В 1983 году выступала за сборную США в Кубке Федерации и Кубке Уайтмен.
В 1985-1991 годах входила как представительница игроков в Женский международный совет профессионального тенниса. На протяжении шести лет была членом совета директоров Женской теннисной ассоциации (WTA) и в 1988 году была удостоена награды WTA за заслуги перед игроками. В 2017 году имя Кэнди Рейнольдс включено в списки Зала спортивной славы Теннесси.
Завершила выступления в 1989 году, в возрасте 34 лет. По завершении игровой карьеры получила степень магистра делового администрирования в школе менеджмента им. Дж. П. Келлогга в Северо-Западном университете и в следующие четверть века работала в сфере торговли. Занимала пост окружного менеджера в сети универмагов Kohl's.

## Позиция в рейтинге в конце сезона
| Год              | 1983 | 1984 | 1985 | 1986 | 1987 | 1988 | 1989 |
| ---------------- | ---- | ---- | ---- | ---- | ---- | ---- | ---- |
| Одиночный разряд | 64   | 109  | -    | 127  | 177  | 250  | 529  |
| Парный разряд    | —    | —    | —    | 24   | 36   | 36   | 66   |

## Финалы турниров Большого шлема за карьеру

### Женский парный разряд (1-3)
| Результат | Год  | Турнир                       | Покрытие | Партнёрша       | Соперницы в финале                  | Счёт в финале  |
| --------- | ---- | ---------------------------- | -------- | --------------- | ----------------------------------- | -------------- |
| Поражение | 1980 | Открытый чемпионат Австралии | Трава    | Энн Киёмура     | Мартина Навратилова Бетси Нагельсен | 4-6 4-6        |
| Поражение | 1981 | Открытый чемпионат Франции   | Грунт    | Пола Смит       | Розалин Фэрбенк Таня Харфорд        | 1-6 3-6        |
| Победа    | 1983 | Открытый чемпионат Франции   | Грунт    | Розалин Фэрбенк | Кэти Джордан Энн Смит               | 5-7 7-5 6-2    |
| Поражение | 1983 | Открытый чемпионат США       | Хард     | Розалин Фэрбенк | Мартина Навратилова Пэм Шрайвер     | 7-6(5) 1-6 3-6 |